# Tshopo (commune)
Pour les articles homonymes, voir Tshopo.
Tshopo est une commune du nord de la ville de Kisangani en République démocratique du Congo. Elle était connue sous le nom de commune belge I au temps du Congo belge. Elle a une population concentrée et dynamique.

## Histoire
La commune Tshopo est issue du démembrement de l'ex-commune Belgique 1 et a été créée par arrêté ministériel n° 24/ 062 du 4 Mai 1968, en exécution de l’ordonnance-loi n°24/025, pourtant l’organisation politique, économique, territoriale et administrative, de la République démocratique du Congo.

## Géographie
Deux chutes intéressantes se trouvent sur la rivière Tshopo.
.

## Quartiers
- Du stade
- Du Marché
- Pumuzika

## Édifices et monuments
- Stade Lumumba
- Paroisse Saint Joseph Artisan
- Espace Matonge (15ème Avenue)

## Éducation
- EP Saliboko
- EP Ndolege
- EP Lisanga
- Institut Lisanga
- Institut Saio
- Institut Maikazo
- Complexe Scolaire La verite

## Célébrités
- Soleil Mosindo
- Jean Kasusula Kilicho[3]